# Aleksandra Krunić
Aleksandra Krunić (serbio cirílico: Александра Крунић; nació el 15 de marzo de 1993) es una tenista profesional serbia. Su mejor clasificación en la WTA ha sido la número 39 del mundo, alcanzada en junio de 2018. En dobles alcanzó el número 43 del mundo,en abril de 2017. 
En 2018, estrenó su palmarés individual de la WTA, logrando el título en la hierba de s-Hertogenbosch, Países Bajos, al imponerse en la final a la belga Kirsten Flipkens. También posee en sus vitrinas 2 títulos de dobles WTA.
Hasta la fecha, ha ganado nueve títulos individuales y seis de dobles en el ITF tour.

## Torneos de Grand Slam

### Dobles

#### Finalista (1)
| Año  | Torneo        | Pareja        | Oponentes en la final       | Resultado     |
| 2025 | Roland Garros | Anna Danilina | Sara Errani Jasmine Paolini | 4-6, 6-2, 1-6 |

## Títulos WTA (8; 1+7)

### Individual (1)
| Leyenda                                |
| -------------------------------------- |
| Grand Slam (0)                         |
| Juegos Olímpicos (0)                   |
| WTA Tour Championships (0)             |
| P. Mandatory & Premier 5, WTA 1000 (0) |
| Premier, WTA 500 (0)                   |
| International, WTA 250 (1)             |

| N.º | Fecha               | Torneos          | Superficie | Oponente en la final | Resultado        |
| --- | ------------------- | ---------------- | ---------- | -------------------- | ---------------- |
| 1.  | 17 de junio de 2018 | 's-Hertogenbosch | Hierba     | Kirsten Flipkens     | 6-7(0), 7-5, 6-1 |

#### Finalista (2)
| N.º | Fecha                    | Torneos   | Superficie    | Oponente en la final | Resultado     |
| --- | ------------------------ | --------- | ------------- | -------------------- | ------------- |
| 1.  | 23 de septiembre de 2017 | Guangzhou | Dura          | Shuai Zhang          | 2-6, 6-3, 2-6 |
| 2.  | 17 de julio de 2022      | Budapest  | Tierra batida | Bernarda Pera        | 3-6, 3-6      |

### Dobles (7)
| Leyenda                                |
| -------------------------------------- |
| Grand Slam (0)                         |
| Juegos Olímpicos (0)                   |
| WTA Tour Championships (0)             |
| P. Mandatory & Premier 5, WTA 1000 (0) |
| Premier, WTA 500 (2)                   |
| International, WTA 250 (5)             |

| N.º | Fecha                    | Torneos          | Superficie    | Pareja             | Oponentes en la final                | Resultado   |
| --- | ------------------------ | ---------------- | ------------- | ------------------ | ------------------------------------ | ----------- |
| 1.  | 13 de septiembre de 2014 | Taskent          | Dura          | Kateřina Siniaková | Margarita Gasparyan Alexandra Panova | 6-2, 6-1    |
| 2.  | 29 de abril de 2016      | Rabat            | Tierra batida | Xenia Knoll        | Tatjana Maria Ioana Raluca Olaru     | 6-3, 6-0    |
| 3.  | 12 de enero de 2019      | Sídney           | Dura          | Kateřina Siniaková | Eri Hozumi Alicja Rosolska           | 6-1, 7-6(3) |
| 4.  | 16 de junio de 2019      | 's-Hertogenbosch | Hierba        | Shuko Aoyama       | Lesley Kerkhove Bibiane Schoofs      | 7-5, 6-3    |
| 5.  | 21 de mayo de 2021       | Belgrado         | Tierra batida | Nina Stojanović    | Greet Minnen Alison Van Uytvanck     | 6-0, 6-2    |
| 6.  | 25 de junio de 2022      | Eastbourne       | Hierba        | Magda Linette      | Lyudmyla Kichenok Jeļena Ostapenko   | w/o         |
| 7.  | 20 de abril de 2025      | Ruan             | Tierra batida | Sabrina Santamaria | Irina Khromacheva Linda Nosková      | 6-0, 6-4    |

#### Finalista (7)
| N.º | Fecha                    | Torneos          | Superficie    | Pareja             | Oponentes en la final                  | Resultado           |
| --- | ------------------------ | ---------------- | ------------- | ------------------ | -------------------------------------- | ------------------- |
| 1.  | 28 de julio de 2013      | Bakú             | Dura          | Eleni Daniilidou   | Irina Buryachok Oksana Kalashnikova    | 6-4, 6-7(3), [4-10] |
| 2.  | 11 de junio de 2016      | 's-Hertogenbosch | Hierba        | Xenia Knoll        | Oksana Kalashnikova Yaroslava Shvédova | 1-6, 1-6            |
| 3.  | 19 de septiembre de 2021 | Portoroz         | Dura          | Lesley Kerkhove    | Anna Kalinskaya Tereza Mihalíková      | 6-4, 2-6, [10-12]   |
| 4.  | 31 de octubre de 2021    | Cluj-Napoca II   | Dura (i)      | Lesley Kerkhove    | Irina Bara Ekaterine Gorgodze          | 6-4, 1-6, [9-11]    |
| 5.  | 27 de agosto de 2022     | Cleveland        | Dura          | Anna Danilina      | Nicole Melichar Ellen Perez            | 5-7, 3-6            |
| 6.  | 5 de enero de 2025       | Auckland         | Dura          | Sabrina Santamaria | Xinyu Jiang Fang-Hsien Wu              | 4-6, 3-6            |
| 7.  | 8 de junio de 2025       | Roland Garros    | Tierra batida | Anna Danilina      | Sara Errani Jasmine Paolini            | 4-6, 6-2, 1-6       |

Ganó el Future Gran Bretaña 07A junto con Emina Bektas (EEUU) derrotando a la pareja Sarah Beth-Tara Moore (Gran Bretaña) por 6-1 6-1 el 7 de junio de 2024.
Al 15 de octubre de 2024 se encuentra en el puesto 275.° a nivel individual del Ranking WTA.

## Títulos WTA 125s (1; 1+0)
| Leyenda  | Individual | Dobles |
| -------- | ---------- | ------ |
| WTA 125s | 1          | 0      |

### Individual (1)
| N.º | Fecha               | Torneo | Superficie    | Oponentes         | Resultado     |
| --- | ------------------- | ------ | ------------- | ----------------- | ------------- |
| 1.  | 11 de junio de 2017 | Bol    | Tierra batida | Alexandra Cadanțu | 6-3, 3-0 ret. |